# Geschichte Arizonas
Die Geschichte Arizonas umfasst die Entwicklungen auf dem Gebiet des US-amerikanischen Bundesstaates Arizona von der Urgeschichte bis zur Gegenwart. Die ersten „Paläoindianer“ erreichten Arizona im Jungpaläolithikum, das heißt zwischen 16.000 v. Chr. und 10.000 v. Chr. Ab den 1530er-Jahren erkundeten Spanier, unter ihnen der Franziskaner Marcos de Niza, das Gebiet. Francisco Vásquez de Coronados Expedition erreichte das heutige Arizona 1540/42 auf seiner Suche nach Cibola, einer der mythischen Sieben Städte aus Gold. Pater Eusebio Francisco Kino errichtete eine Kette von Missionsstationen und verbreitete unter den Indianern von Pimería Alta (jetzt südliches Arizona und nördliches Sonora) das Christentum in den 1690er- und frühen 1700er-Jahren. Spanien gründete befestigte Städte  (spanisch presidios) bei Tubac 1752 und Tucson 1775.
Das gesamte heutige Arizona wurde mit der Unabhängigkeit Mexikos von Spanien 1822 Teil des mexikanischen Staates Vieja California. Die USA nahmen den größten Teil Arizonas am Ende des Mexikanisch-Amerikanischen Krieges 1848 in Besitz. 1853 wurde das Land unterhalb des Gila River durch den Gadsden-Kauf US-amerikanisch. Arizona war Teil des Territoriums von New Mexico, bis es am 24. Februar 1863 als eigenständiges Territorium Arizona organisiert wurde.
Am 14. Februar 1912 schließlich wurde Arizona Bundesstaat der Vereinigten Staaten.

## Prähistorie

### „Paläoindianer“ und Völker der Archaischen Periode
Laut den verfügbaren archäologischen und geologischen Hinweisen wanderten jungpaläolithische, Mammuts jagende Familienverbände zwischen 16.000 und 10.000 v. Chr. ins nordwestliche Amerika ein. Im zentralen Alaska fanden sie ihren Weg durch große Eisbrocken blockiert, bis ein temporärer Temperaturanstieg innerhalb der Eiszeit einen eisfreien Korridor durch Nordwest-Kanada öffnete, der es einzelnen Gruppen ermöglichte, sich über den restlichen Kontinent zu verbreiten. Der früheste allgemein anerkannte Hinweis auf Menschen in den südwestlichen USA sind einige geriffelte Speerspitzen. Wahrscheinlich haben kleine Gruppen von Männern und Frauen auch Arizona auf dem Weg nach Mexiko durchquert.
Die Temperaturen stiegen und die Verteilung der Niederschlagsmengen änderte sich, was Veränderungen in der Vegetation hervorrief. Im südöstlichen Arizona jagten die Clovis-Leute Mammuts und andere eiszeitliche Tiere in einer Zeit, in der viele Flüsse austrockneten und Tiere gezwungen waren, sich an Flüssen und Wasserlöchern zu konzentrieren. Die zunehmende Trockenheit ging einher mit dem Auftauchen von Jägern, die auf große Säugetiere spezialisiert waren. Es ist möglich, dass Klima und menschliche Einflüsse zur Ausrottung einiger Tierarten führten.
Arizonas Klima wurde gegen Ende der Eiszeit wüstenhafter und die Sommer wurden feuchter aber auch heißer, sodass der Regen schneller versickerte. Die Winter wurden deutlich trockener. Im südlichen Arizona ersetzte Grasland die Waldflächen, und wüstenhaftes Grasland wurde zur Wüste. Um 2000 v. Chr. fand sich in Arizona etwa die heutige Tierwelt und das heutige Klima.
Die frühen archaischen Völker von Arizona überlebten diese Veränderungen eher, indem sie sich den Zyklen der Pflanzen anpassten, als durch aktive Veränderung der Pflanzen. In den Waldgebieten sammelten sie im Juli und August Eicheln, und Pinienkerne und Wacholder im November. In der Wüste sammelten sie die Früchte von Pflanzen wie Chenopodium und Amaranth. Sie rösteten Agave in mit Steinen ausgelegten Gruben, sammelten Kaktusfrüchte und ernteten Mesquiten im Sommer. Da sie auf verstreute und jahreszeitlich schwankende Ressourcen angewiesen waren, gründeten die archaischen Völker keine dauerhaften Siedlungen, sondern wanderten auf der Suche nach Wasser und Nahrung von Lager zu Lager.
Ihre Werkzeuge spiegelten ihre Wirtschaftsweise wider: Steinerne Arbeitsflächen wurden genutzt um Körner zu Mehl zu mahlen, Schaber, um Holz zu bearbeiten und kleinere und feinere Speerspitzen, als in der früheren Cloviskultur, wurden benutzt, um Wild zu jagen. Die unterschiedlichen Proportionen dieser Werkzeuge an unterschiedlichen Stellen lässt annehmen, dass die Menschen zwischen verschiedenen ökologischen Zonen wanderten. Sie hinterließen Artefakte, die zeigen, dass sie an übernatürliche Mächte glaubten. Grabhügel von 3 bis 30 Metern Länge erschienen auf beiden Seiten des Colorado River im südwestlichen Kalifornien und Arizona. Viele waren stilisierte Klapperschlangen, Phalli, Donnervögel oder hatten menschliche Formen.

### Einführung des Ackerbaus
Die meiste Zeit der Archaischen Periode hindurch waren die Menschen nicht in der Lage, ihre natürliche Umgebung grundsätzlich umzugestalten. Viele Archäologen nehmen auch an, dass die archaischen Kulturen Arizonas eine "Sackgasse" darstellten und glauben, dass Gruppen von außerhalb der Region, insbesondere aus Mesoamerika die bedeutenderen Innovationen wie den Ackerbau im Südwesten eingeführt haben. Nach diesem Modell fasste der Mais im Südwesten erstmals im Hochland des westlichen New Mexico und östlichen Arizona Wurzeln, in jenem prähispanischen Kulturraum, der als Mogollon-Kultur bekannt ist. Die archaische Bevölkerung dort begann bereits um 3500 v. Chr. an Plätzen wie Bat Cave eine kleine und primitive Form der Maispflanze anzubauen. Von hier aus verbreitete sich der Mais langsam in die mehr ariden und tiefer gelegenen Gebiete, wie etwa in die Sonora-Wüste.

Verbreitungsgebiet der Anasazi-, Hohokam- und Mogollon-Kultur.

Die Radiokohlenstoffmethode ergab in den 1980er Jahren, dass in Bat Cave und anderen Hochlandgebieten gefundener Mais aus der Zeit um 1000 v. Chr. stammt, also 2500 Jahre jünger ist, als bisher geglaubt. Eine Reihe von Ausgrabungen im südlichen Arizona zeigte, dass archaische Bauern im Tucson Basin um die gleiche Zeit Mais anbauten. In der Milagro-Fundstelle bei Tanque Verde Creek beispielsweise errichtete eine spät-archaische Bevölkerung Wohnhöhlen und pflanzte um 850 v. Chr. Mais an. Also taten archaische Gruppen den Schritt von Nahrungssammlern zu Nahrungsanbauern vor 3000 Jahren. Sie besaßen auch schon viele der Kulturtechniken, die mit halbsesshaftem landwirtschaftlichen Leben einhergehen: Speicheranlagen, dauerhaftere und größere Siedlungen und sogar Friedhöfe.
Dennoch blieben wild wachsende Nahrungsquellen wichtige Bestandteile ihrer Ernährung, auch nach Erfindung der Töpferei und der Entwicklung künstlicher Bewässerung. Die Einführung der Landwirtschaft führte nie zur vollständigen Abschaffung von Jagd und Nahrungssammlung, nicht einmal in den größten archaischen Siedlungen. Während des 1. Jahrtausends n. Chr. gediehen drei Hauptkulturen im Südwesten: die Anasazi-, die Hohokam- und die Mogollonkultur. Alle drei sind wohlbekannt für ihre Architektur und Töpferei.

## Europäisch/nordamerikanische Kolonisation

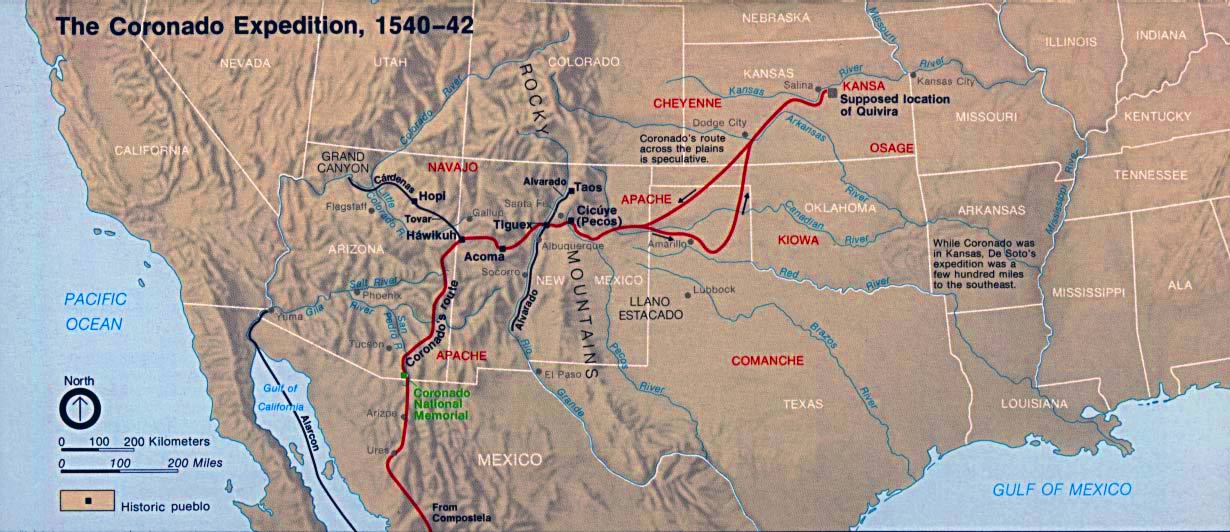
Die Coronado-Expedition, 1540–1542.

Auch wenn die ersten Europäer Arizona wohl 1528 erreicht haben, waren die einflussreichsten Expeditionen im frühen spanischen Arizona die von Marcos de Niza und Francisco Vásquez de Coronado. Die Berichte früher spanischer Entdecker über mythische Städte wie Cíbola und große Rohstoffvorkommen von Kupfer und Silber zogen Siedler und Erzsucher an. Diese Unternehmungen führten auch in Arizona zum sogenannten Columbian Exchange, also dem Austausch von Tieren und Pflanzen zwischen westlicher und östlicher Hemisphäre, aber auch zur Verbreitung von Krankheiten wie den Pocken unter den Einheimischen. Berichte der Indianer über die ersten Europäer hier sind schwer zu finden, aber traditionelle Kalender wie diejenigen der Tohono O’Odham überlieferten  bemerkenswerte Ereignisse wie Trockenheiten, Invasionen, Fluten, die als Quellen benutzbar sind.
Franziskaner und Jesuiten gründeten in Arizona  früh Missionsstationen wie etwa San Xavier del Bac. Der Missionar Eusebio Kino errichtete eine Kette von Missionen um das Pimería Alta genannte heutige, südliche Arizona und nördliche Sonora, tauschte Geschenke aus und missionierte Einheimische, die dann als Späher im Grenzgebiet dienten. 1680 vertrieb der Pueblo-Aufstand die Spanier zeitweise aus dem nördlichen New Mexico, 1694 eroberten sie die Gegend jedoch zurück.

### Spanisches Arizona

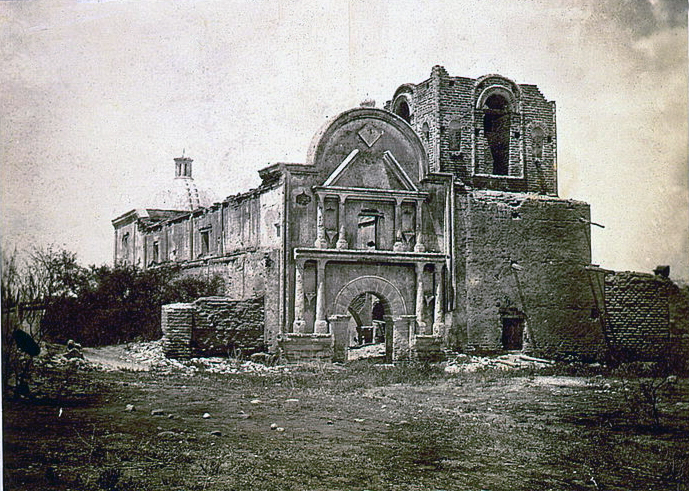
Mission San José de Tumacácori

Die Spanier errichteten hier keine eigenen Städte, aber im späten 17. Jahrhundert kamen sie angezogen von den kürzlich entdeckten Silbervorkommen zunehmend ins heutige Arizona. Viele von ihnen verließen das Gebiet wieder, als Juan Bautista de Anza verkündete, dass es sich bei den Silberfunden nur um Grabbeigaben handelte, einige ließen sich jedoch nieder und wurden Bauern, die von der Selbstversorgung lebten. Während des 18. Jahrhunderts versuchten die Siedler, die Grenzen Arizonas nordwärts auszudehnen, aber der Widerstand der Tohono O'odham und der Apachen, die begonnen hatten, Überfälle auszuüben, um Vieh zu erbeuten, verhinderte dies.
1765 begannen unter Karl III. die Bourbonischen Reformen der Verwaltung der Kolonien, die auch Auswirkungen auf die presidios genannten militärischen Befestigungen an den nördlichen Grenzen Neuspaniens hatten. Die Jesuiten wurden aus dem Gebiet ausgewiesen und Franziskaner übernahmen die Missionsstationen. In den 1780er und 1790er Jahren unternahmen die Spanier den Versuch, die Apachen in eine Art Reservate umzusiedeln, in denen sie mit Lebensmitteln versorgt werden und im Gegenzug die spanische Expansion nach Norden nicht behindern sollten.
Überwiegend beruhte das spanische Arizona auf Selbstversorgerwirtschaft, im geringen Maße wurde auch Gold oder Silber abgebaut.

### Mexikanisches Arizona

Der "Gadsden Purchase" innerhalb der heutigen Staatsgrenzen dargestellt.

1821 erlangte Mexiko nach einem Jahrzehnt des Krieges seine Unabhängigkeit von Spanien. Der Mexikanische Unabhängigkeitskrieg hatte den kolonialen Bergbau zerstört und der neue Staat war bankrott. An den nördlichen Grenzen waren die Missionsstationen, presidios und Apachenreservate nahezu verschwunden. Im Ergebnis begannen die Apachen wieder ihre Raubzüge, stahlen Pferde und töteten alle Mexikaner, derer sie außerhalb von Befestigungen habhaft werden konnten. Mexiko reagierte auf das Verschwinden der Missionen mit dem Verkauf des "frei gewordenen" Landes, wodurch das Territorium der Apachen zunehmend schrumpfte. Derweil begannen amerikanische Mountain Men (Trapper, Pelzhändler, Entdecker und Abenteurer) auf der Jagd nach Biberpelzen in die Region einzusickern.
1836 erklärte Texas seine Unabhängigkeit von Mexiko und beanspruchte einen großen Teil des nördlichen Mexikos. Als die Vereinigten Staaten 1846 Texas gegen den Widerstand Mexikos annektierten, besetzten US-amerikanische Truppen diese umstrittenen Gebiete. Obwohl es Angebote gab, das Land von Mexiko zu kaufen, entwickelte sich aus diesen Feindseligkeiten der Mexikanisch-Amerikanische Krieg von 1846 bis 1848. Die Amerikaner eroberten Mexiko-Stadt und zwangen die junge mexikanische Republik mit dem Vertrag von Guadalupe Hidalgo ihr nördliches Staatsgebiet einschließlich von etwa 70 % des späteren Arizona gegen Zahlung von 15 Millionen Dollar an die USA abzutreten.
Der Kalifornische Goldrausch von 1849 führte an die 50 000 Goldsucher durch Arizona und löste einen starken Bevölkerungszuwachs aus. 1850 wurden die oben erwähnten 70 % von Arizona zusammen mit dem größten Teil des heutigen New Mexico als New Mexico Territory "organisiert", erhielt also eine Volksvertretung samt einem anerkannten Status unterhalb eines US-Bundesstaates. 1853 sandte Präsident Franklin Pierce James Gadsden zu Verhandlungen mit dem mexikanischen Staatschef Santa Anna nach Mexiko-Stadt. Als Ergebnis kauften die USA die restlichen Gebiete von Arizona und New Mexico im sogenannten Gadsden Purchase.

### Amerikanisches Arizona

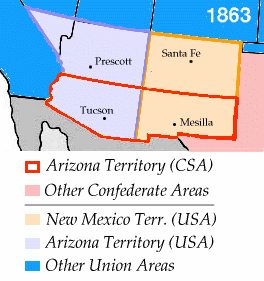
Das Arizona-Territorium der Konföderierten

Arizona-Territorium 1866

Ab 1853 war das gesamte heutige Arizona Teil des New Mexico Territory. Während des  Amerikanischen Bürgerkriegs erklärte sich am 16. März 1861 der südliche Teil des Territoriums um Mesilla (heute in New Mexico) und Tucson für unabhängig von den Vereinigten Staaten und schloss sich unter der Bezeichnung Confederate Territory of Arizona den Konföderierten Staaten von Amerika an. Das Gebiet wurde als wichtiger Zugang zum Pazifischen Ozean angesehen, zumal vor dem Hintergrund von Bestrebungen, das dünn besiedelte südliche Kalifornien, eine Hochburg der Sympathisanten der Konföderierten, an die Konföderation anzuschließen.
Im März 1862 besetzten jedoch Unionstruppen das Confederate Territory of Arizona und schlossen es wieder dem New Mexico Territory an.
Während des Bürgerkrieges wurden auf dem Boden Arizonas etliche Schlachten zwischen Konföderierten, Unionstruppen und Apachen geschlagen. 1863 teilten die USA das New Mexico Territory entlang einer Nord-Südlinie auf und schufen damit das Arizona-Territorium, das später zum Staat Arizona werden sollte.
Während des Bürgerkrieges verlagerten die USA etliche presidios nach New Mexico und ließen so Arizona verwundbar gegenüber Angriffen der Indianer. Feindselige Auseinandersetzungen zwischen Siedlern und Indianern begannen hier 1861 und dauerten bis 1886. Sie führten dazu, dass die meisten indianischen Stämme in Indianerreservate umgesiedelt wurden.
Dampfschiffe, Bergbau, Viehzucht und Eisenbahnen wurden wichtige Bestandteile der Wirtschaft Arizonas und führten zur Gründung von boomtowns, wenn Goldgräber fündig geworden waren, und zur Entstehung von Geisterstädten, wenn die Goldsucher sie wieder verließen. Die meisten der Bergarbeiter waren Mexikaner, die in der Zeit kurz nach dem amerikanisch-mexikanischen Krieg die Mehrheit der Bevölkerung Arizonas stellten.
Das Desert Land Act ("Wüstenland-Gesetz") von 1877, durch das Siedler 640 Acres Land erhielten, sorgte dafür, dass Menschen in großer Zahl in das Gebiet strömten.

## Bundesstaat Arizona
Anfang des 20. Jahrhunderts gab es Bestrebungen, Arizona als Teil eines größeren Bundesstaates New Mexico zum US-Bundesstaat zu machen. Dahinter stand ein Plan der Republikanischen Partei, die Mehrheit im Senat der Vereinigten Staaten zu übernehmen.  Während der Plan in New Mexico weitgehend Zustimmung fand, verwarf ihn die Mehrheit der Bürger Arizonas. Die progressiven Kräfte in Arizona favorisierten die eigene Staatsverfassung mit der Möglichkeit von Referenden, der Direktwahl von Senatoren, der Möglichkeit des Recall (der Abberufung eines gewählten Amtsträgers während der Amtszeit), dem Wahlrecht für Frauen und anderen Reformen. Die meisten dieser Vorschläge waren dann in der Verfassung enthalten, die dem Kongress 1912 vorgelegt wurde.
Präsident William Howard Taft machte seine Zustimmung jedoch davon abhängig, dass die Recall-Möglichkeit gestrichen wurde, da sie erlaubt hätte, auch Richter abzuberufen. Nach ihrer Streichung signierte Taft das Gesetz über den Status Arizonas als Bundesstaat am 14. Februar 1912 – woraufhin die Vertreter des neuen Bundesstaates Arizona den Passus direkt wieder einfügten. Im selben Jahr erlangten die Frauen das Wahlrecht in Arizona.

### Die Große Depression und die Weltkriege
Der Eintritt der Vereinigten Staaten in den Ersten Weltkrieg 1917 löste einen wirtschaftlichen Boom in Arizona aus. Der wirtschaftliche Zusammenbruch der Great Depression schloss sich in den 1920er/1930er Jahren an und der Aufschwung des New Deal in den 1930er Jahren.
Während des Zweiten Weltkrieges zogen viele Menschen nach Arizona, das aufgrund seiner Inlandlage sicher vor befürchteten Luftangriffen war, und dem Krieg folgten Jahre des Booms. 1946 erließ Arizona right-to-work laws ("Gesetze über das Recht auf Arbeit"), die den Arbeitern das Recht gaben zu entscheiden, ob sie Mitglied einer Gewerkschaft werden bzw. diese finanziell unterstützen wollten, oder nicht. Das "Zweierlei-Lohn-System", durch das Mexikaner pro Schicht 1,15 US$ weniger verdienten als Amerikaner, wurde abgeschafft. 1948 begann die Zeit der High-Tech-Industrie in Arizona, Motorola errichtete eine der ersten Fabriken in Phoenix. 1948 erhielten die amerikanischen Indianer auch erstmals das Recht zu Wählen, nachdem ihnen dies 20 Jahre lang mit der Begründung vorenthalten worden war, sie seien "Mündel des Staates".
Die Wirtschaft nahm nach Boom, Depression und wieder Boom ab den 1960er Jahren eine stabilere Entwicklung. Der Baumwollanbau und andere landwirtschaftliche Unternehmungen blühten ebenso wie der Kupferabbau und sonstiger Bergbau. Das Militär begann Phoenix und Tucson als Militärbasen bzw. -akademien zu nutzen, wodurch die Armee der wichtigste Wirtschaftsfaktor dieser Gemeinden wurde. Barry Goldwater und Sandra Day O’Connor aus Arizona machten politische bzw. juristische Karrieren.

### Neuere Ereignisse

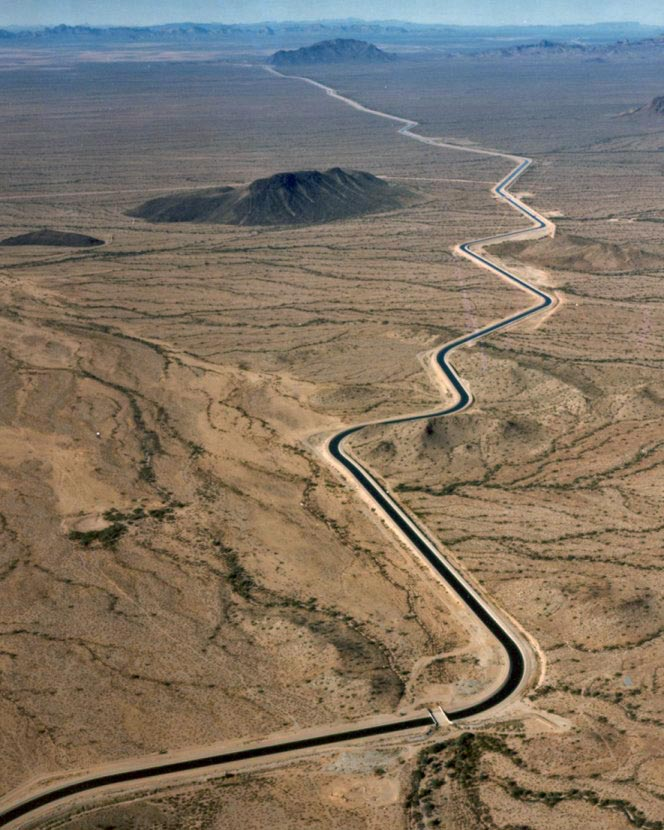
Der Kanal des Central Arizona Project aus der Luft

In jüngerer Zeit wurde Arizona zu einem Schön-Wetter-Touristenziel ähnlich Florida. Ein wichtiger Faktor für den Tourismus hier ist der Grand Canyon.
1963 entschied der Oberste Gerichtshof der Vereinigten Staaten zugunsten Arizona gegen den Nachbarstaat Kalifornien in einem Disput über Arizonas Anteil am Colorado River. Fünf Jahre nach dieser Entscheidung wurde der Startschuss gegeben für die Konstruktion des Central Arizona Project, ein Kanalprojekt, das erst 1991 fertiggestellt wurde.
Der aus Arizona stammende republikanische Senator Barry Goldwater kandidierte für das Amt des Präsidenten der Vereinigten Staaten in der Präsidentschaftswahl von 1964.  Aufgrund der Ermordung des amtierenden Präsidenten John F. Kennedy fand Goldwater sich in der schwierigen Lage wieder, gegen den Nachfolger eines ermordeten Präsidenten zu kandidieren und wurde von Lyndon B. Johnson deutlich geschlagen.
1988 wurde Evan Mecham während seiner Amtszeit abgesetzt. Mecham wurde der Unterschlagung und anderer Taten angeklagt. Rose Mofford folgte ihm als Gouverneurin von Arizona und wurde damit die erste Frau in diesem Amt.
Mecham war bereits vorher sehr unpopulär, da er einen bezahlten Feiertag zu Ehren Martin Luther Kings für staatliche Angestellte abgeschafft und damit Arizona die Möglichkeit genommen hatte, zum Austragungsort des Super Bowl zu werden. 1989 erließ Rose Mofford ein Gesetz, das den Feiertag zu Ehren Martin Luther Kings wieder einführte. Der Vorsitzende des Vereins Americans for Traditional American Values reichte jedoch eine Petition dagegen ein, in der er Dr. King "vorwarf" ein Sozialist zu sein und ihn der Promiskuität anklagte. 1990 gab es zwei Abstimmungen: für einen Martin-Luther-King-Feiertag und einen freien Kolumbus-Tag sowie dafür, den Kolumbus-Tag gegen den King-Tag zu tauschen. Beide wurden verloren.
1992, im Jahr der Wahl zum Senat der Vereinigten Staaten, stimmten angesichts eines Tourismusboykotts und angesichts der Chance, wiederum den Super Bowl nicht nach Arizona zu holen, 61 % der Wähler Arizonas für einen bezahlten Feiertag zu Ehren Martin Luther Kings. Arizona wurde so zum 49. (von 50) Staaten der USA, der diesen Feiertag einführte und der erste Staat, in dem Wähler entschieden, dass dieser Feiertag bezahlt wird. 1996 und 2005 wurde der Super Bowl daraufhin in Arizona ausgetragen.
Moffords Nachfolger als Gouverneur, Fife Symington trat 1997 zurück, nachdem er des Bankbetrugs angeklagt worden war. 1999 hob das US-Berufungsgericht (U.S. Court of Appeals) für den neunten Bezirk Symingtons Verurteilung auf und zwei Jahre später begnadigte ihn Präsident Bill Clinton.
Am 17. August 2005 riefen die Gouverneure von Arizona und von New Mexico wegen Gewalttätigkeit, illegaler Einwanderung, Drogenschmuggel und der Passivität der Regierungen Mexikos und der Vereinigten Staaten gegenüber diesen Zuständen den Notstand in den Counties aus, die an Mexiko grenzen. Die Gouverneurin Janet Napolitano stellte 1,5 Millionen US-Dollar aus Katastrophenmitteln bereit, um den Grenzcountys zu helfen.
2020 begann, wie in fast allen Ländern weltweit, in den USA eine Covid-19-Pandemie. Anfang Juni wurden täglich etwa 500 neue Covid-19-Fälle registriert; Anfang Juli waren es etwa siebenmal so viele. Am 6. Juli waren 3.844 neue Fälle, 101.441 Fälle insgesamt und 1.810 Todesfälle bekannt. Arizona ist, ähnlich wie andere Südstaaten der USA, zu einem Hotspot der COVID-19-Pandemie in den Vereinigten Staaten geworden.